# Jorge Molina Vidal
Jorge Molina Vidal (Alcoy, Alicante, España, 22 de abril de 1982) es un exfutbolista español que jugaba como delantero. Su último equipo fue el Granada C. F.

## Trayectoria
Molina empezó su carrera como futbolista en 2001 en la Tercera División española, jugando para el C. D. Alcoyano, Benidorm C. F. y C. F. Gandía. En 2005 regresó al conjunto blanquiazul pero esta vez en Segunda B.
Sus buenos registros goleadores le hicieron fichar en 2007 por el Polideportivo Ejido de la Segunda División de España.
Para la temporada 2009-10 fichó por el Elche C. F. El 6 de junio de 2010, en el último partido de la Liga Adelante, se enfrentaron a la Real Sociedad, ganando por 4-1 siendo Molina el autor de los cuatro tantos del conjunto ilicitano y convirtiéndose, así, en el Pichichi de la segunda división española con 26 tantos en 38 partidos ligueros.

### Real Betis Balompié

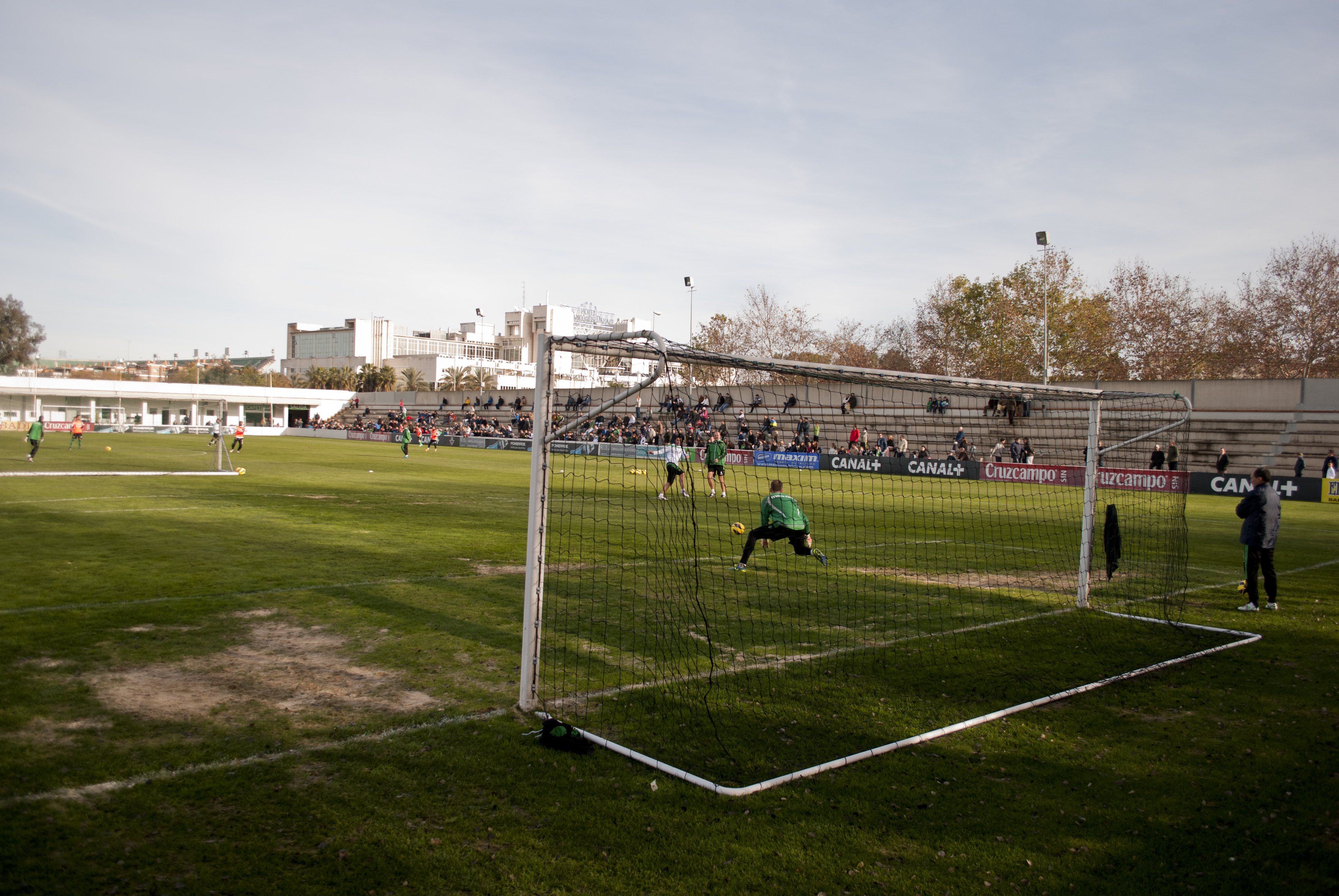
Jorge Molina dispara a puerta en un entrenamiento del Real Betis en 2013.

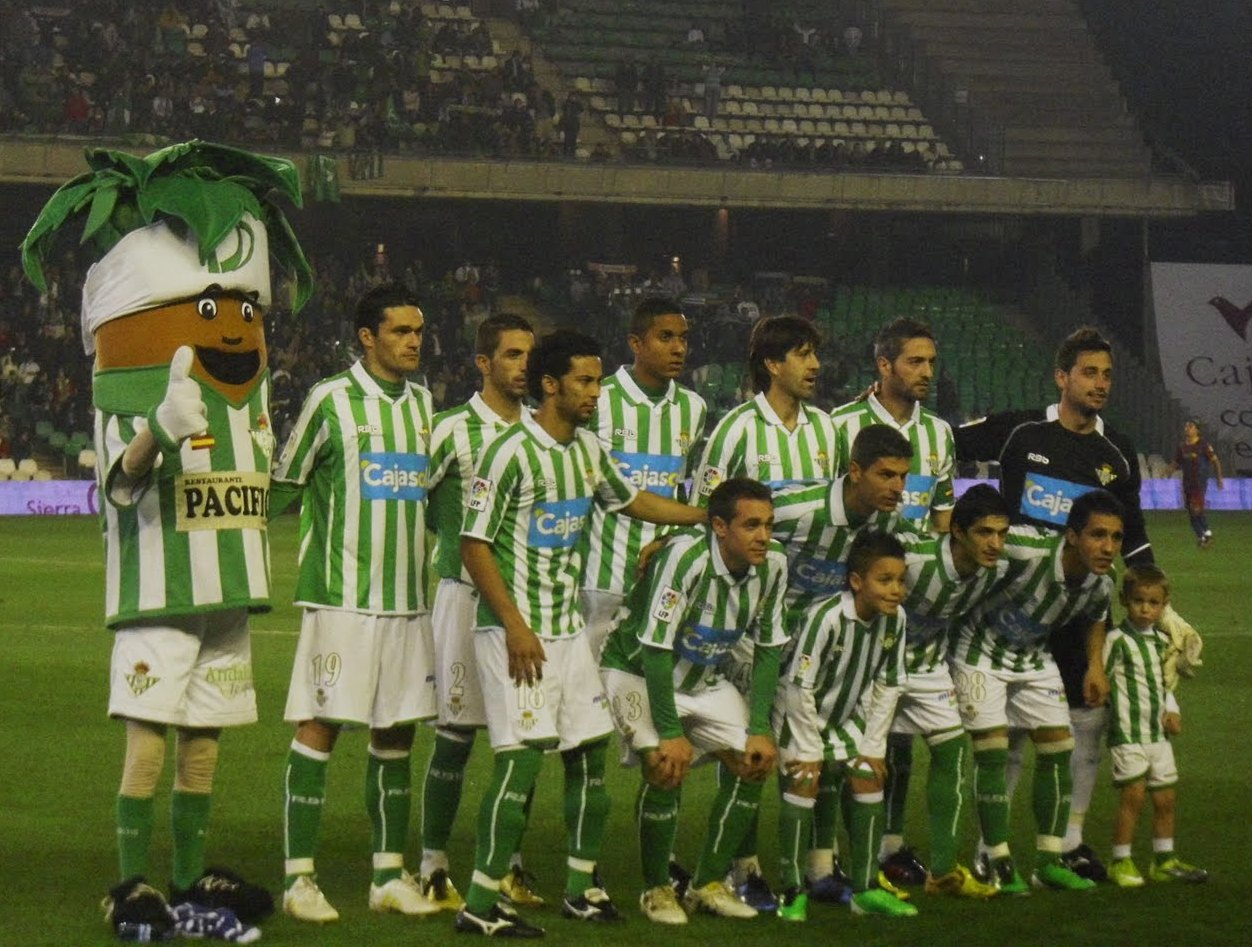
Molina en la alineación del Real Betis que derrotó por 3-1 al FC Barcelona en 1/4 de la Copa del Rey, de la temporada 2010-2011.

El 29 de junio de 2010 se hizo público su fichaje por el Real Betis Balompié por 1,6 millones de euros completando una temporada que culminó con el ascenso del Real Betis Balompié.
El 1 de septiembre de 2010, durante el partido de la primera ronda de Copa del Rey contra la U. D. Salamanca, sufrió un esguince de ligamento lateral interno de la rodilla al recibir una entrada del defensa salmantino Moratón. Permaneció de baja hasta el 16 de octubre en que reapareció contra el Girona F. C. en el partido de la novena jornada de Liga, sustituyendo a Ezequiel Calvente en el descanso. Esa lesión que le mantuvo apartado de los terrenos de juego durante más de un mes no le impidió ser el segundo máximo goleador del Real Betis por detrás de Rubén Castro, formando un tridente con el propio Castro y el camerunés Achille Emana.
Durante la temporada 2011-12, continuó con su progresión disputando casi todos los partidos en primera división, aunque no consiguió asentarse en la titularidad dada la dura competencia de Roque Santa Cruz.
El 25 de agosto de 2012 entró en la historia del Real Betis Balompié al marcar el gol 2000 de este equipo en primera división, en un encuentro disputado en el estadio Benito Villamarín en el que el Betis cayó 1-2 frente al Rayo Vallecano.
En la temporada 2012-13 debutó con un doblete en San Mamés en la victoria por 3-5 frente al Athletic Club. Su aportación fue decisiva durante toda la temporada, consiguiendo anotar 14 goles, que sumados a los 18 de Rubén Castro y a los 8 de Dorlan Pabón, consiguieron devolver al Betis a competición europea siete años después. Además, fue el encargado de anotar el gol que clasificó al Betis matemáticamente para la Liga Europa, en el Ciutat de Valencia el 1 de junio de 2013 frente al Levante U. D.

### Getafe
Tras seis temporadas en el conjunto bético, el 24 de junio de 2016 fichó por el Getafe C. F., de la segunda división española.
En junio de 2017 consiguió el ascenso a primera división, ante el C. D. Tenerife, finalizando la temporada con 22 goles en el conjunto getafense.
Tras cuatro temporadas en el equipo azulón, el 24 de agosto de 2020 rescindió su contrato después de haber anotado 52 goles en 163 partidos y siendo el máximo goleador del club en el siglo XXI.

### Granada C. F.
El día después de abandonar el club madrileño, el Granada C. F. anunció su libre incorporación para las siguientes dos temporadas.
Con un hat-trick ante el R. C. D. Mallorca en la temporada 2021-22, se convirtió en el jugador de mayor edad en marcar tres goles en un solo partido de las cinco grandes ligas de Europa. Esa campaña terminó con el descenso del equipo a Segunda División después de haber fallado un penalti en la última jornada ante al R. C. D. Espanyol que les privó de ganar y lograr la permanencia.
Durante la temporada 2022-23 sufrió una lesión de larga duración que, en el tramo final de la competición, no le permitió ayudar desde el terreno de juego a conseguir el ascenso a Primera División. Esa fue su última campaña en el club, que el 10 de julio de 2023 anunció su salida. Cuatro días después puso fin a su carrera como jugador.
Tras su retirada, pasó a enrolarse dentro del club granadino en el cuerpo técnico del entonces entrenador Paco López para ejercer como auxiliar técnico. En julio de 2024, con la llegada de un nuevo entrenador nazarí, el club prescindió de sus servicios.

## Estadísticas

### Clubes
Datos actualizados al final de su carrera.
| Club                         | Div.          | Temporada     | Liga  | Liga  | Copa  | Copa  | Europa | Europa | Total | Total |
| Club                         | Div.          | Temporada     | Part. | Goles | Part. | Goles | Part.  | Goles  | Part. | Goles |
| ---------------------------- | ------------- | ------------- | ----- | ----- | ----- | ----- | ------ | ------ | ----- | ----- |
| Benidorm C. F. · España      | 4.ª           | 2003-04       | ?     | ?     | 2     | 1     | ―      | ―      | 2     | 1     |
| Benidorm C. F. · España      | 3.ª           | 2005-06       | 35    | 12    | —     | —     | —      | —      | 35    | 12    |
| Benidorm C. F. · España      | 3.ª           | 2006-07       | 37    | 22    | 2     | 0     | —      | —      | 39    | 22    |
| Benidorm C. F. · España      | Total         | Total         | 72    | 34    | 4     | 1     | —      | —      | 76    | 35    |
| Polideportivo Ejido · España | 2.ª           | 2007-08       | 30    | 5     | 1     | 0     | —      | —      | 31    | 5     |
| Polideportivo Ejido · España | 3.ª           | 2008-09       | 38    | 19    | 6     | 7     | —      | —      | 44    | 26    |
| Polideportivo Ejido · España | Total         | Total         | 68    | 24    | 7     | 7     | —      | —      | 75    | 31    |
| Elche C. F. · España         | 2.ª           | 2009-10       | 38    | 26    | 1     | 1     | —      | —      | 39    | 27    |
| Elche C. F. · España         | Total         | Total         | 38    | 26    | 1     | 1     | —      | —      | 39    | 27    |
| Real Betis Balompié · España | 2.ª           | 2010-11       | 34    | 18    | 7     | 4     | —      | —      | 41    | 22    |
| Real Betis Balompié · España | 1.ª           | 2011-12       | 26    | 6     | 2     | 2     | —      | —      | 28    | 8     |
| Real Betis Balompié · España | 1.ª           | 2012-13       | 32    | 13    | 6     | 1     | —      | —      | 38    | 14    |
| Real Betis Balompié · España | 1.ª           | 2013-14       | 32    | 9     | 4     | 1     | 7      | 2      | 41    | 12    |
| Real Betis Balompié · España | 2.ª           | 2014-15       | 33    | 19    | 4     | 1     | —      | —      | 37    | 20    |
| Real Betis Balompié · España | 1.ª           | 2015-16       | 23    | 1     | 3     | 0     | —      | —      | 26    | 1     |
| Real Betis Balompié · España | Total         | Total         | 180   | 66    | 26    | 9     | 7      | 2      | 213   | 77    |
| Getafe C. F. · España        | 2.ª           | 2016-17       | 43    | 22    | 1     | 0     | —      | —      | 44    | 22    |
| Getafe C. F. · España        | 1.ª           | 2017-18       | 36    | 7     | 0     | 0     | —      | —      | 36    | 7     |
| Getafe C. F. · España        | 1.ª           | 2018-19       | 38    | 14    | 3     | 2     | —      | —      | 41    | 16    |
| Getafe C. F. · España        | 1.ª           | 2019-20       | 34    | 5     | 2     | 1     | 6      | 1      | 42    | 7     |
| Getafe C. F. · España        | Total         | Total         | 151   | 48    | 6     | 3     | 6      | 1      | 163   | 52    |
| Granada C. F. · España       | 1.ª           | 2020-21       | 33    | 8     | 4     | 4     | 14     | 3      | 51    | 15    |
| Granada C. F. · España       | 1.ª           | 2021-22       | 35    | 10    | 2     | 2     | —      | —      | 37    | 12    |
| Granada C. F. · España       | 2.ª           | 2022-23       | 25    | 3     | 2     | 1     | —      | —      | 27    | 4     |
| Granada C. F. · España       | Total         | Total         | 93    | 21    | 8     | 7     | 14     | 3      | 115   | 31    |
| Total carrera                | Total carrera | Total carrera | 602   | 219   | 52    | 28    | 27     | 6      | 677   | 257   |

## Palmarés

### Títulos nacionales
| Título           | Club                   | País   | Año     |
| ---------------- | ---------------------- | ------ | ------- |
| Segunda División | Real Betis Balompié    | España | 2010-11 |
| Segunda División | Real Betis Balompié    | España | 2014-15 |
| Segunda División | Granada Club de Fútbol | España | 2022-23 |